# Norma social

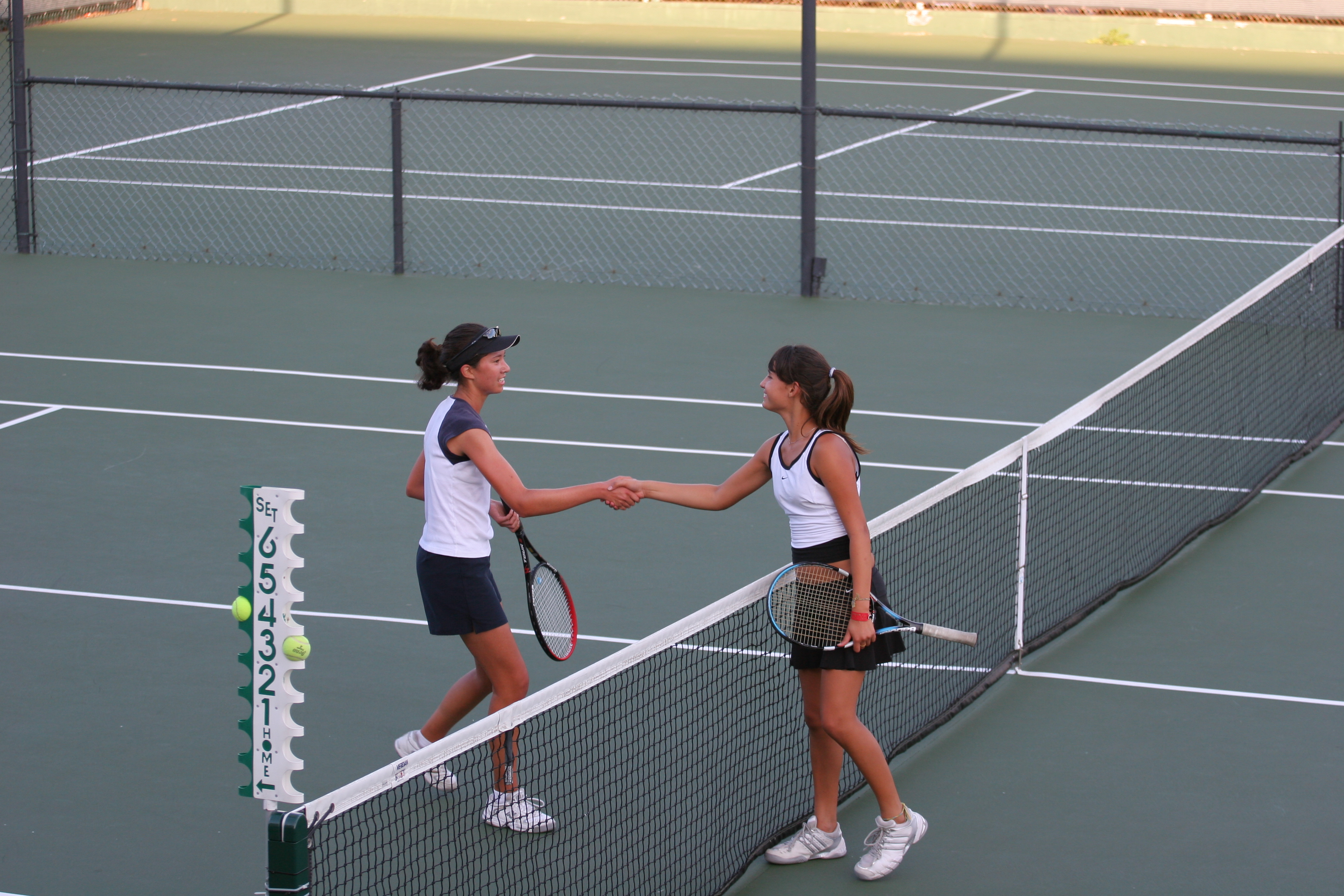
Donar la mà després d'un event esportiu és un exemple d'una norma social.

Les normes socials són les creences sobre com els membres d'un grup social s'han de comportar en un context donat. Aquest terme sociològic s'ha definit com «les regles que un grup utilitza per als valors, creences, actituds i comportaments adequats i inadequats. Aquestes regles poden ser explícites o implícites. La incapacitat de seguir les regles pot resultar en càstigs severs, fins i tot l'exclusió del grup». També han estat descrits com «les normes usuals de comportament que coordinen les nostres interaccions amb altres». Aquestes normes poden ser implícites: normes no escrites.
Les normes socials indiquen les formes establertes i aprovades de fer coses, de vestir, de parlar i d'aparença. Aquestes poden variar i evolucionar, no només a través del temps, però també varien d'un grup d'edat a un altre i entre classes i grups socials. El que es considera acceptable com roba, llenguatge o comportament en un grup social pot no ser acceptat en un altre.
El respecte a les normes socials manté l'acceptació i popularitat d'un mateix dins d'un grup en particular; ignorar els riscos de les normes socials pot fer que algú esdevenigui impopular, inacceptable, o fins i tot un pària d'un grup. Les normes socials tendeixen a ser tàcitament establertes i mantingudes a través del llenguatge corporal i la comunicació no verbal entre persones en el seu discurs social normal.
Aviat arribem a saber quan i on és apropiat dir certes coses, utilitzar certes paraules, discutir certes temes o portar certa roba, i quan no. Tal coneixement sobre normes culturals és important per a la gestió d'impressió, que és el control d'un individu del seu comportament no verbal. També es pot conèixer, a través de l'experiència, quin tipus de persones poden i no poden parlar sobre certs temes o usar alguns tipus de vestimenta. Aquest coneixement s'obté, sobretot, experimentalment.
L'acceptació o rebuig de la norma es decideix en funció de diversos factors. Alguns d'aquests són els objectius que es volen aconseguir (una norma beneficiosa per al mateix estatus o per a les relacions socials s'accepta abans que una jutjada com a perjudicial), sentiment d'identitat o afiliació al grup/entitat que proposa la norma, moral basada en el deure i legitimitat de qui ordena i escala de valors pròpia.

## Emergencia i transmissió
Mitjançant la regulació, els humans organitzen i simplifiquen les accions / pràctiques socials.
Cada dia hi ha noves regles que s'apliquen, i també regles antigues més estructurades tant si es tracta d'un grup com d'un individu. No obstant això, no només els humans fan regles, sinó que s'esforcen a trobar les regles que es posen a l'abast del funcionament del món. Aquestes regles, un cop acceptades per una persona o un grup després d'assaig i error, es converteixen en una norma.
Els grups poden adoptar normes mitjançant diverses formes. Poden sorgir formalment normes, on els grups expliquen i implementen explícitament les expectatives de comportament. Les lleis o regles del club serveixen d'exemple. Una gran quantitat d'aquestes normes les seguim de manera “natural”, com ara conduir a la part dreta de la carretera als Estats Units i a la part esquerra del Regne Unit, o no fer velocitat per evitar un bitllet. Moltes normes formals serveixen per proporcionar seguretat al gran públic.
Tot i això, les normes socials són molt més propenses a desenvolupar-se de manera informal, sorgint gradualment com a resultat de l'ús repetit d'estímuls discrecionals per controlar la conducta. No necessàriament les lleis establertes per escrit, les normes informals representen rutines generalment acceptades i àmpliament sancionades que les persones segueixen en la vida quotidiana. Si es trenquen aquestes normes informals, és possible que no convidin a sancions o sancions legals formals, sinó que fomenten les reprimendes, advertències o altres actes; L'incest, per exemple, es considera generalment equivocat a la societat, però moltes jurisdiccions no ho prohibeixen legalment.

### Transferència de normes entre grups
Els individus també poden importar normes d'una organització anterior al seu nou grup, que es podran adoptar amb el pas del temps. Sense una clara indicació de com actuar, les persones depenen normalment de la seva història passada per determinar el millor recorregut; el que va tenir èxit abans pot servir-los de nou. En un grup, els individus poden importar històries o escrits diferents sobre comportaments adequats; L'experiència comuna al llarg del temps portarà al grup a definir en el seu conjunt la seva acció correcta, normalment amb la integració dels esquemes de diversos membres. Sota el paradigma d'importació, la formació de normes es produeix de manera subtil i ràpida on passa amb el desenvolupament formal o informal de les normes pot trigar més temps.
Els grups interioritzen les normes acceptant-les com a normes raonables i adequades de comportament dins del grup. Un cop establert el ferm, una norma es converteix en una part de l'estructura operativa del grup i, per tant, més difícil de canviar. Si bé és possible que els nouvinguts en un grup canvien les seves normes, és molt més probable que el nou individu adopti les normes, valors i perspectives del grup, en lloc de fer-ho al revés.

## Desviament de les normes socials

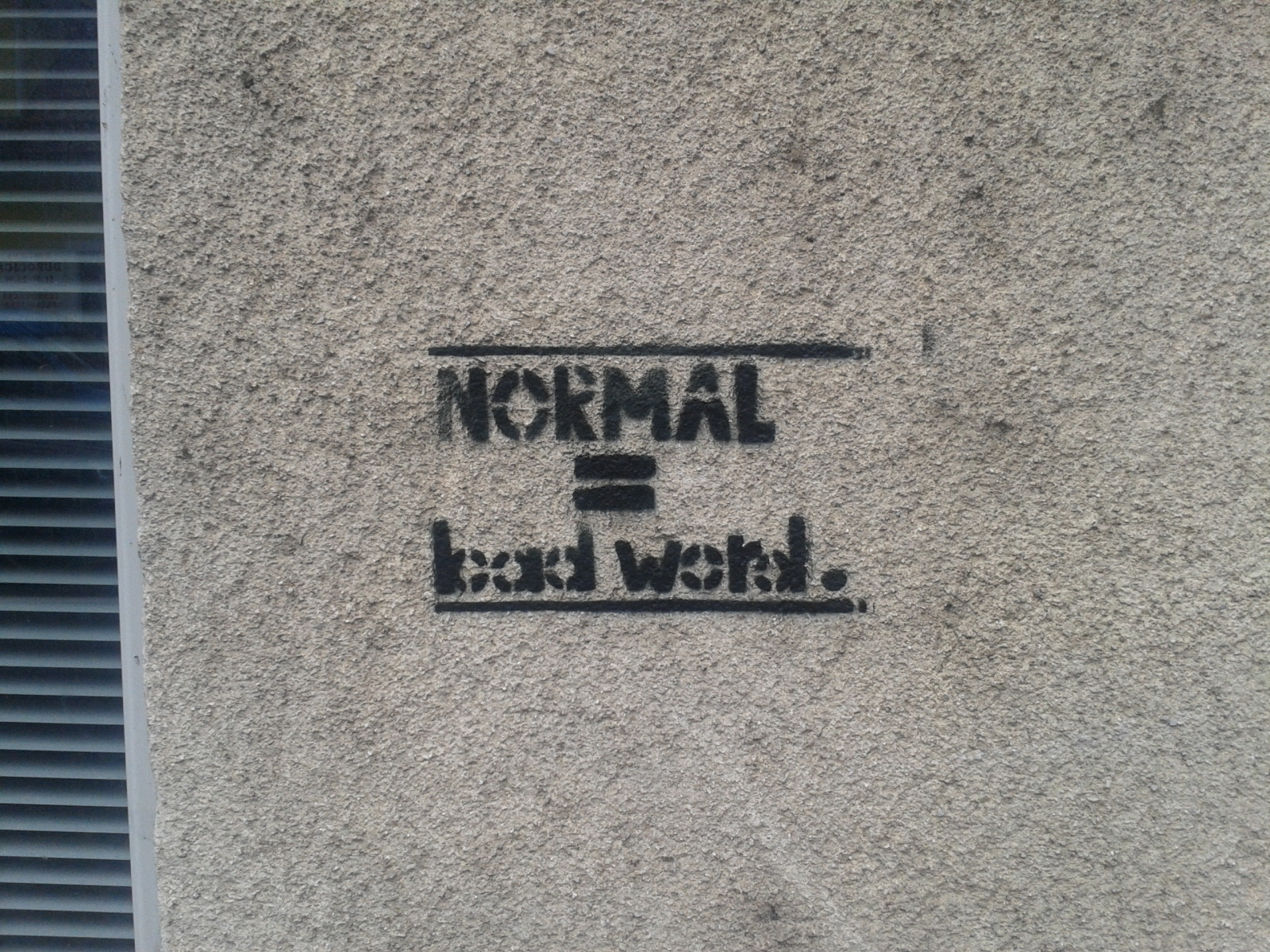
"Normal = bad word", a graffito in Ljubljana, Slovenia

La desviació es defineix com a "inconformisme amb un conjunt de normes que són acceptades per un nombre significatiu de persones d'una comunitat o societat". Més senzillament, si els membres del grup no segueixen una norma, passen a ser titllats de desviadors. En la literatura sociològica, això pot comportar que sovint se’ls considera fora de la societat. No obstant això, s'espera una mica el comportament desviant entre els nens. Excepte la idea d'aquesta desviació que es manifesta com a acció criminal, la tolerància social donada en l'exemple de l'infant es retira ràpidament contra el criminal. El crim és considerat una de les formes més extremes de desviació segons l'erudit Clifford R. Shaw.
El que es considera "normal" és relatiu a la ubicació de la cultura en què s'està produint la interacció social. En psicologia, un individu que desobeeix rutinàriament les normes del grup corre el risc de convertir-se en el "desviant institucionalitzat". De la mateixa manera que la definició sociològica, altres membres del grup poden jutjar desviadors institucionalitzats per la seva incompliment de les normes. Al principi, els membres del grup poden augmentar la pressió sobre un no conformista, intentant involucrar l'individu en una conversa o explicar per què ha de seguir les seves expectatives de comportament. El paper en què un decideix si es comporta o no està en gran manera determinat sobre com afectaran els altres les seves accions. Especialment amb els nous membres que potser no coneixen millor, els grups poden utilitzar estímuls discrecionals per posar de nou en relació la conducta d'un individu. Amb el pas del temps, però, si un membre continua desobeint, el grup renunciarà a ell com a causa perduda; mentre que el grup no pugui revocar necessàriament la seva pertinença, només li poden considerar considerablement superficials. Si un treballador arriba tard a una reunió, per exemple, incomplint la norma de puntualitat de l'oficina, un cap o un altre col·laborador pot esperar que arribi l'individu i retirar-lo més endavant per preguntar què va passar. Si el comportament continua, eventualment el grup pot començar reunions sense ell, ja que l'individu "sempre arriba". El grup generalitza la desobediència de l'individu i l'acomiada de manera ràpida, amb la qual cosa es redueix la influència del membre i la seva posició en els futurs desacords del grup.
La tolerància del grup per la desviació varia segons la pertinença; no tots els membres del grup reben el mateix tractament per a les infraccions de normes. Les persones poden constituir una "reserva" de bons comportaments mitjançant la conformitat, que després poden assumir en préstec. Aquests crèdits d'idiosincràsia proporcionen una moneda teòrica per comprendre les variacions en les expectatives de comportament del grup. Un professor, per exemple, pot perdonar més fàcilment a un estudiant que no es comporta malament, que s'ha estalviat un "bon crèdit", que un estudiant que ha interromput repetidament. Si bé el rendiment anterior pot ajudar a generar crèdits d'idiosincràsia, alguns membres del grup tenen un saldo més elevat per començar. Els individus poden importar crèdits d'idiosincràsia d'un altre grup; Les estrelles de cinema infantils, per exemple, que s'inscriuen a la universitat, poden experimentar més marge en l'adopció de normes escolars que altres estudiants de primer curs. Finalment, els líders o individus d'altres càrrecs d'alt estatus poden començar amb més crèdits i semblen estar "per sobre de les normes" de vegades. Fins i tot, els seus crèdits d'idiosincràsia no són infinits; Si es mantenen a un nivell més exigent que el membre mitjà, els líders encara poden enfrontar-se al rebuig del grup si la seva desobediència es torna massa extrema.
La desviació també provoca múltiples emocions que una experimenta quan va en contra d'una norma. Una de les emocions àmpliament atribuïdes a la desviació és la culpabilitat. La culpa està relacionada amb l'ètica del deure que al seu torn es converteix en un objecte primordial de l'obligació moral. La culpa és seguida d'una acció que es qüestiona després de la seva realització. Es pot descriure com una cosa negativa per al jo, així com un estat de sentiment negatiu. S'utilitza en ambdós casos, és a la vegada un sentiment desagradable i una forma d'auto-càstig. Utilitzant la metàfora de les "mans brutes", és la tinció o tenyiment d'un mateix i, per tant, s'ha de netejar la brutícia. És una forma de reparació que s'enfronta a un mateix i sotmet a la possibilitat d'ira i càstig dels altres. La culpa és un punt d'acció i sentiment que actua com a estímul per a accions més “honorables”.
Algunes investigacions indiquen que els canvis en el clima poden augmentar la probabilitat que els nens presentin un comportament desviant.

## Comportament
Les normes que contraposen els comportaments de la societat o cultura general es poden transmetre i mantenir dins de petits subgrups de la societat. Per exemple, Crandall (1988) va assenyalar que certs grups (per exemple, escamots animats, grups de ball, equips esportius, sororitats) presenten una taxa de bulímia, una malaltia que pot suposar una vida reconeguda pel públic, molt superior a la societat en general. Les normes socials tenen una manera de mantenir l'ordre i organitzar grups.

## Control social
Tot i que no es consideren lleis formals dins de la societat, les normes continuen funcionant per promoure un gran control social. Són declaracions que regulen la conducta. El fenomen cultural que és la norma és el prescriptor d'un comportament acceptable en casos específics. Variant en funció de la cultura, la raça, la religió i la ubicació geogràfica, és el fonament dels termes que alguns saben acceptables per no perjudicar a d'altres, la regla daurada i complir les promeses que s'han compromès. Són declaracions que regulen la conducta. El fenomen cultural que és la norma és el prescriptor d'un comportament acceptable en casos específics. Variant en funció de la cultura, la raça, la religió i la ubicació geogràfica, és el fonament dels termes que alguns saben acceptables per no perjudicar a d'altres, la regla daurada i complir les promeses que s'han compromès.
Les normes socials es poden aplicar formalment (per exemple, mitjançant sancions) o de manera informal (per exemple, a través del llenguatge corporal i les pistes de comunicació no verbals.) Com que els individus sovint obtenen recursos físics o psicològics de la pertinença al grup, es diu que els grups controlen estímuls discrecionals; els grups poden retenir o donar més recursos en resposta a l'adhesió dels membres a les normes del grup, controlant eficaçment el comportament dels membres mitjançant recompenses i condicionaments operants. La investigació en psicologia social ha trobat com més un valor individual recorre els recursos controlats per grups o com més un individu veu la pertinença al grup com a central en la seva definició de si, més probabilitat es conformi. Les normes socials també permeten a un individu valorar quins comportaments el grup considera importants per a la seva existència o supervivència, ja que representen una codificació de la creença; els grups generalment no castiguen els membres ni creen normes sobre accions que poc importen. Les normes de cada cultura creen la conformitat que permet a les persones socialitzar-se amb la cultura on viuen.
Com a éssers socials, els individus aprenen quan i on convé dir certes coses, utilitzar determinades paraules, discutir certs temes o portar certes peces de roba i quan no ho és. Per tant, el coneixement sobre normes culturals és important per a les impressions, que és la regulació d'un individu del seu comportament no verbal. També es coneix per experiència amb quins tipus de persones pot i no pot discutir certs temes amb o vestir certs tipus de vestits. Normalment, aquest coneixement es deriva a través de l'experiència (és a dir, s'aprenen les normes socials mitjançant la interacció social). Portar un vestit a una entrevista de feina per donar una primera primera impressió representa un exemple comú de norma social a la força de treball de coll blanc.
En el seu treball "Ordre sense llei: com els veïns resolen les disputes", Robert Ellickson estudia diverses interaccions entre membres de barris i comunitats per mostrar com les normes socials creen ordre dins d'un grup reduït de persones. Argumenta que, en una petita comunitat o barri, es poden resoldre moltes regles i disputes sense un òrgan de govern central simplement per les interaccions dins d'aquestes comunitats.